# 傅奕
傅奕（555年—639年），相州鄴（今河南安陽）人，一生經歷北周、隋、唐三朝。傅奕是研究天文與曆法的學者，在當官之前曾做過道士，亦是一位激烈的排佛論者。唐高祖時，官至太史令，力反佛教。

## 生平
聰慧有辯才，精天文、陰陽、曆數。
隋開皇年間，以儀曹事汉王楊諒。隋朝末年，徙居扶風。
唐高祖時，官太史令。傅奕反對佛教，主張廢僧尼，武德一年七月十四日，傅奕極詆佛教之害，請求廢佛。
武德四年（621年），上《請廢佛法表》稱：“佛之經教，妄說罪福，軍民逃役，剃髮隱中，不事二親，專行十惡。”。
武德九年（626年），連上七疏，請求廢佛。又指出佛教流弊十一條。又上疏十一首，詞甚切直。高祖付群官詳議，唯太僕卿張道源稱傅奕所奏合理。中書令蕭瑀與之爭論曰：「佛，聖人也。奕為此議，非聖人者無法，請置嚴刑。」傅奕說：「禮本於事親，終於奉上，此則忠孝之理著，臣子之行成。而佛逾城出家，逃背其父，以匹夫而抗天子，以繼體而悖所親。蕭瑀非出於空桑，乃遵無父之教。臣聞非孝者無親，其瑀之謂矣！」蕭瑀不能回答，但合掌時說：「地獄所設，正為是人。」高祖將從奕言，會傳位而止。
武德九年五月，密奏唐高祖：「太白見秦分，秦王當有天下」，唐高祖以狀授秦王李世民。玄武門之變後，李世民得位，是為唐太宗，召奕賜之食，謂曰：「汝前所奏，幾累於我，然今後但須盡言，無以前事為慮也。」
唐太宗常臨朝謂傅奕曰：「佛道玄妙，聖蹟可師，且報應顯然，屢有征驗，卿獨不悟其理，何也？」傅奕對曰：「佛是胡中桀黠，欺誑夷狄，初止西域，漸流中國。遵尚其教，皆是邪僻小人，模寫莊、老玄言，文飾妖幻之教耳。於百姓無補，於國家有害。」太宗頗然之。
貞觀十三年（639年）秋卒，年八十五。臨終誡其子曰：「老莊玄一之篇，周孔《六經》之說，是為名教，汝宜習之。妖胡亂華，舉時皆惑，唯獨竊嘆，眾不我從，悲夫！汝等勿學也。古人裸葬，汝宜行之。」
傅奕生平遇患，未嘗請醫服藥，雖究陰陽數術之書，而並不之信。又嘗醉臥，蹶然起曰：「吾其死矣！」因自為墓誌曰：「傅奕，青山白雲人也。因酒醉死，嗚呼哀哉！」注《老子》，並撰《音義》，又集魏、晉以來駁佛教者為《高識傳》，十卷均佚。

## 延伸阅读
[在维基数据编辑]
 在维基文库阅读此作者作品
 《舊唐書·卷79》，出自刘昫《舊唐書》
 《新唐書/卷107》，出自《新唐書》

### 引用
1. ↑  傅弈：《請廢佛法表》
2. ↑  《幼學瓊林》：“輓歌始於田橫，墓誌創於傅奕。”